# Batthyány tér
Batthyány tér ([ˈbɒcːaːɲi teːɾ]) est une petite place située dans le quartier de Víziváros, dans le 1er arrondissement de Budapest, nommée d'après Lajos Batthyány. Cette place constitue un pôle de transport central autour de la station Batthyány tér et de la Gare de Batthyány tér.
Au-delà de sa fonction logistique, la place est le cœur du quartier de Víziváros, au pied du quartier du château. Sur la rive opposée au Parlement hongrois, on y trouve l'Église paroissiale Sainte-Anne de Felsővíziváros, les Grandes halles de Batthyány tér et une statue de Ferenc Kölcsey.

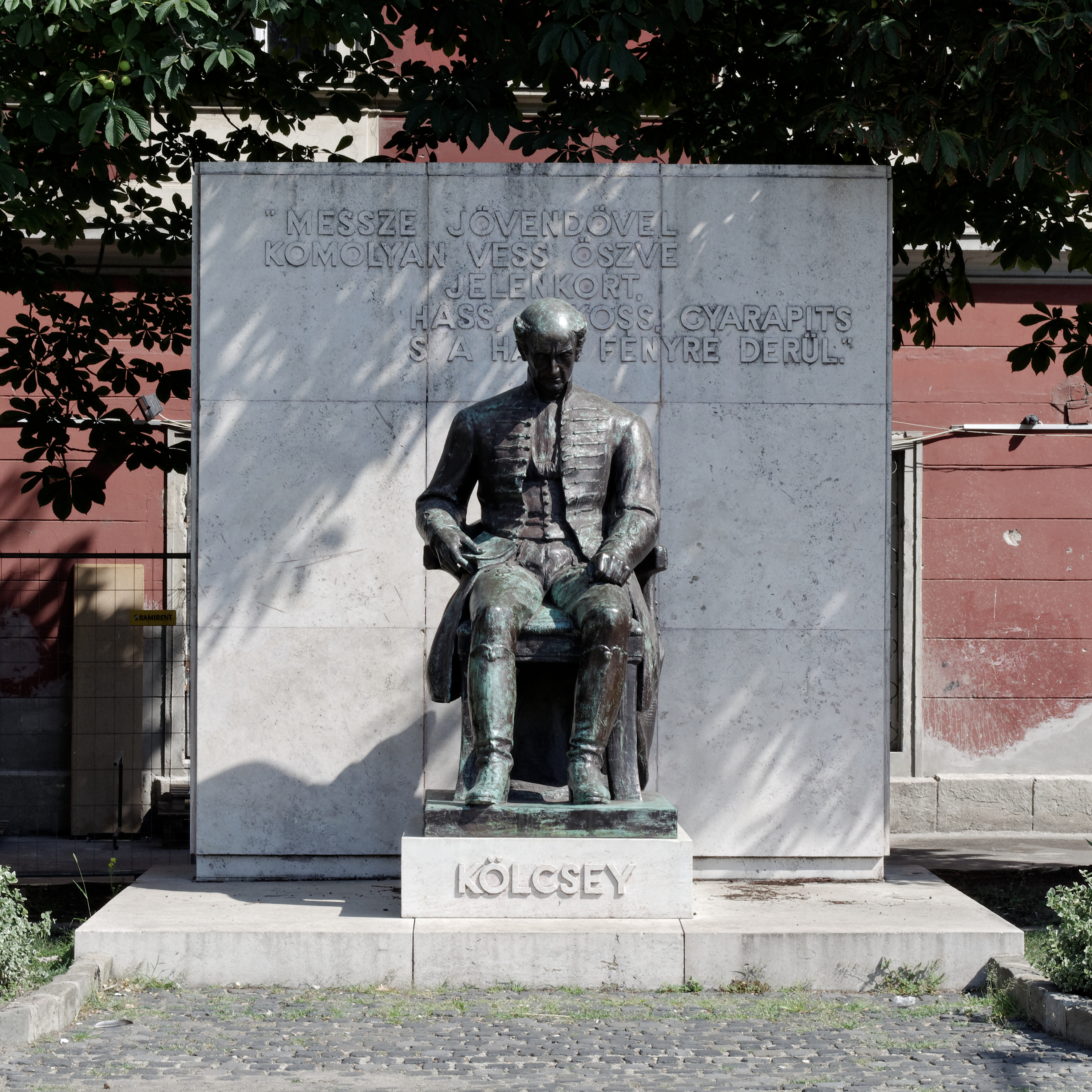
Statue de Ferenc Kölcsey